# Cabina de pintura
Una cabina de pintura es, esencialmente, un recinto acondicionado que cumple tres funciones principales: 
- se garantizan una condiciones de renovación de aire y ausencia de partículas que permiten garantizar las condiciones de salubridad de un operador industrial que aplica pintura sobre una superficie sin exponerse a inhalar cantidades perjudiciales de compuestos orgánicos volátiles (COV)
- se garantiza una calidad de acabado ausente de partículas e impurezas del aire para que las piezas no necesiten de pulido posterior
- se evitan a través de sistemas de captación de los compuestos orgánico-volátiles (COV) la ausencia de niveles relevantes de emisiones al aire de estos compuestos para respetar la normativa ambiental vigente.[1]

Las directivas europeas y los valores límite en otras áreas geográficas tales como USA y Australia o Japón han hecho necesarios sistemas de eliminación de emisiones de estos compuestos en los procesos de preparación, pintado y acabado de superficies, principalmente metálicas y plásticas, tal como se establecen, por ejemplo en las Directivas Europeas. 
Los criterios básicos de una cabina de pintura se establecen en normativas técnicas. En la Unión Europea, por ejemplo se sigue la norma EN 13335. Estos criterios se refieren a los niveles de ventilación, al número de renovaciones y a los criterios de calidad en la filtración. 
Los criterios de temperatura, humedad y velocidad de aire están también determinados por los diferentes tipos de pintura, matriz de aplicación y destino de la pieza tratada y dependen, en gran medida, de las condiciones recomendadas por los fabricantes de pintura del mercado. Convencionalmente unas condiciones de temperatura de entre 22 °C y 26 °C y una humedad comprendida entre un 40% y un 60% de humedad relativa son adecuadas para la mayoría de las aplicaciones y productos, aunque pueden existir restricciones particulares.